# Província de Germán Busch

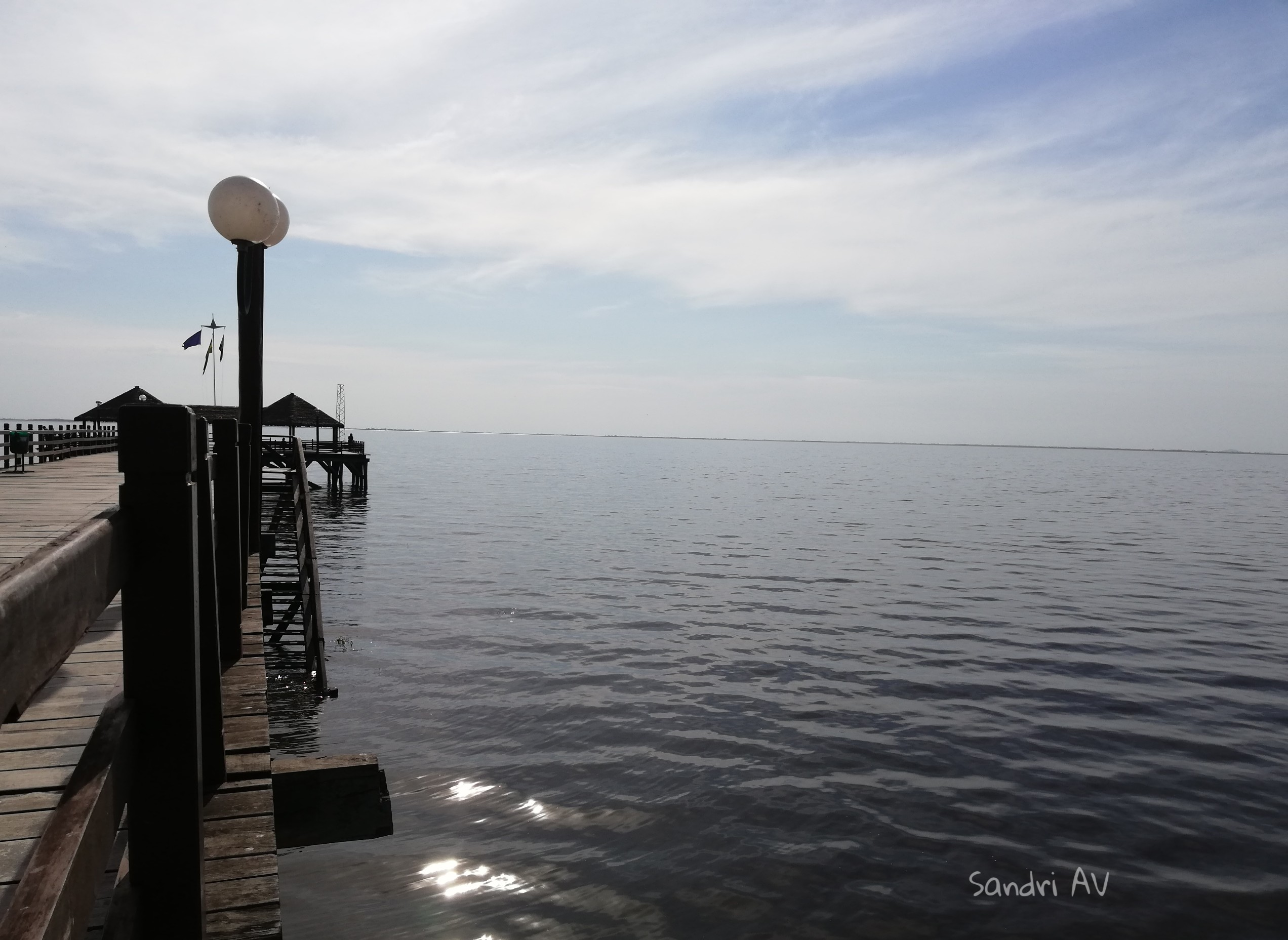
Moll turístic de Puerto Suárez.

La província de Germán Busch és una de les 15 províncies del Departament de Santa Cruz a Bolívia. Està dividida administrativament en tres municipis: Puerto Suárez (la capital), Puerto Quijarro i El Carmen Rivero Tórrez.
La província va ser creada el 1984, durant la presidència d'Hernán Siles Zuazo, a escindint-se de les províncies d'Ángel Sandoval i Chiquitos. Rep el nom de Germán Busch Becerra, heroi de la Guerra del Chaco i ex-President de Bolívia.